# Emberiza flaviventris
Emberiza flaviventris là một loài chim trong họ Emberizidae.

## Hình ảnh

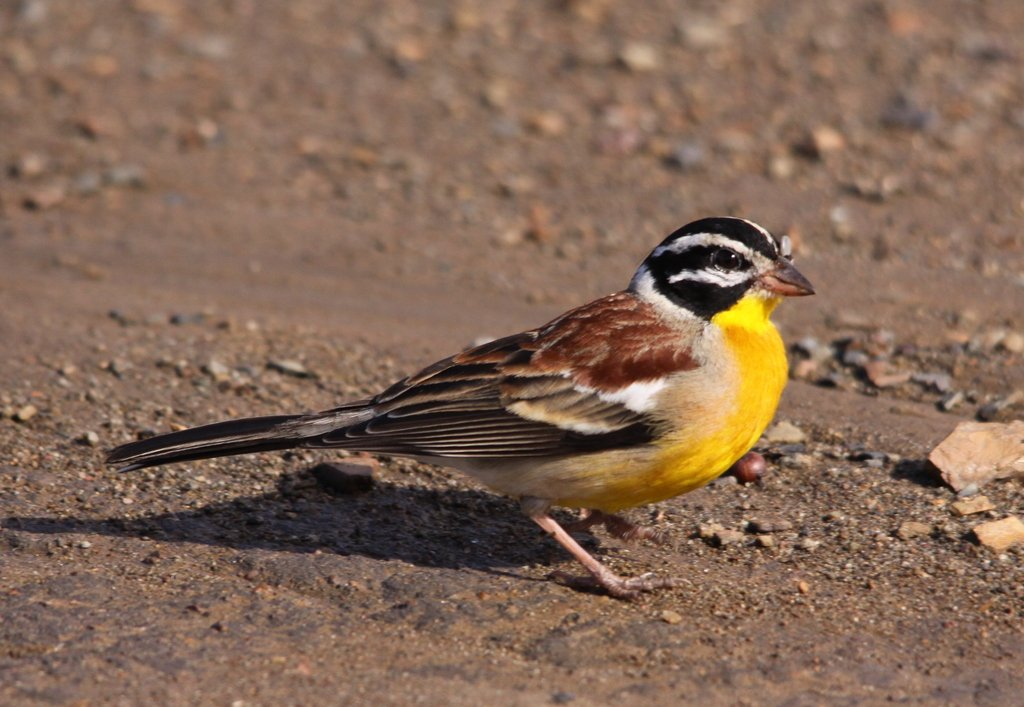
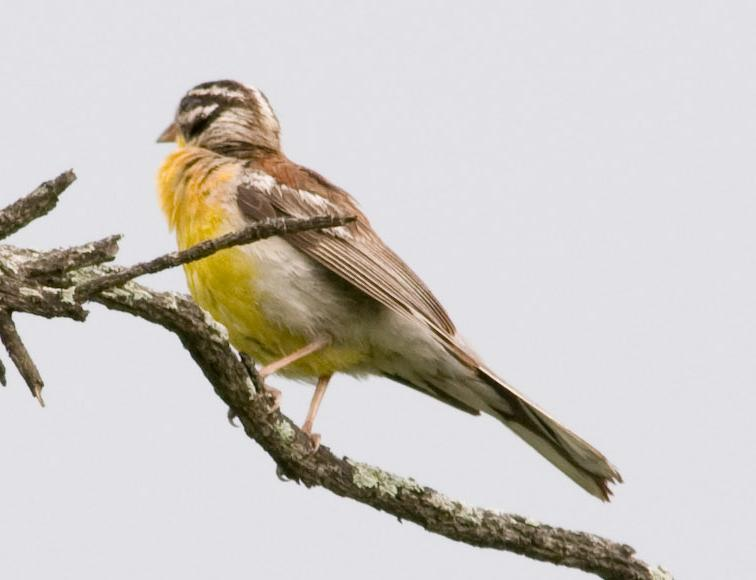
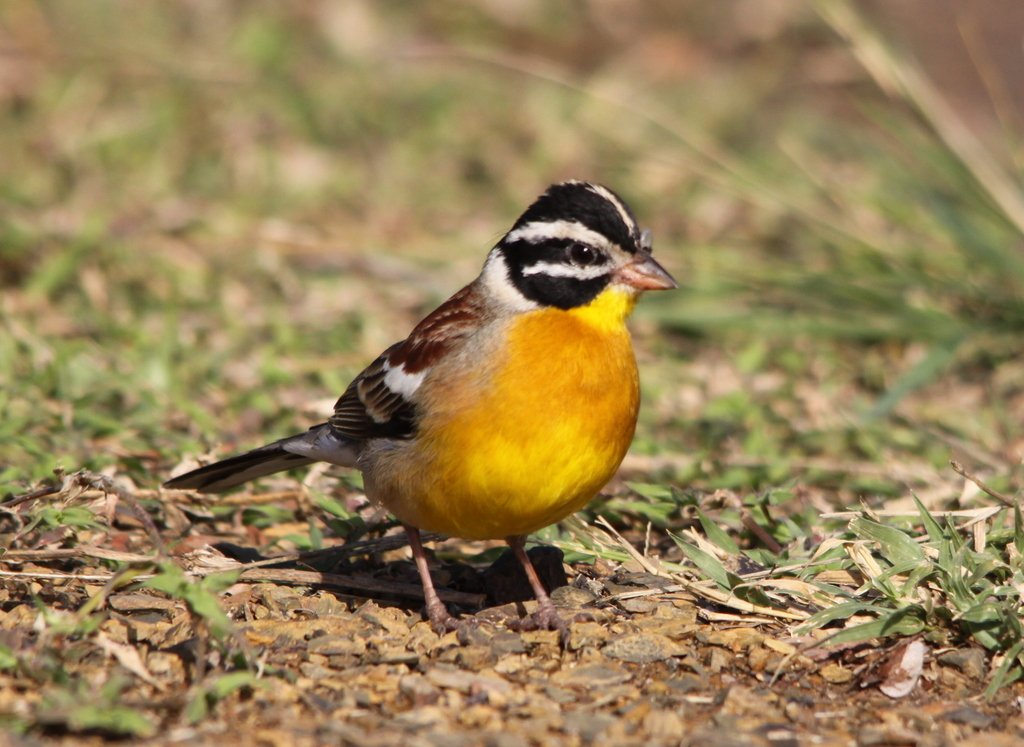